# آرشي ماكدونالد
آرشي ماكدونالد (بالإنجليزية: Archie Macdonald)‏ هو سياسي بريطاني (وحمل سابقاً جنسية المملكة المتحدة لبريطانيا العظمى وأيرلندا)، ولد في 2 مايو 1904، وتوفي في 20 أبريل 1983. حزبياً، نشط في الحزب الليبرالي. في الانتخابات العامة في المملكة المتحدة 1950 ‏، انتخب عضو برلمان المملكة المتحدة الـ39 عن دائرة Roxburgh and Selkirk (UK Parliament constituency) ‏ (23 فبراير 1950 – 5 أكتوبر 1951).